# Darkchild
Rodney "Darkchild" Jerkins (Pleasantville, Nueva Jersey; 29 de julio de 1977) es un productor musical, compositor y músico estadounidense, ganador de Premios Grammy. Trabaja en gran parte con su hermano Fred Jerkins III y el compositor LaShawn Daniels. Jerkins ha sido un productor extremadamente solicitado desde fines de la década de 1990, habiendo sido requerido por reconocidos artistas como Michael Jackson, Whitney Houston y Lionel Richie.

## Créditos de producción notables de Darkchild
- 1994: Casserine "If You're Ready
- 1994: Vanessa Williams "The Way That You Love (Darkchild Remix)"
- 1995: Veronica "Without Love"
- 1996: Gina Thompson "The Things That U Do"
- 1996: Total "No One Else (Darkchild/Puff Daddy Remix)" (con Lil' Kim, Foxy Brown y Da Brat)
- 1996: Aaliyah "One in a Million (Darkchild Remix)"
- 1997: No Authority Don't Stop
- 1997: Joe "Don't Wanna Be A Player"
- 1997: Mary J. Blige "I Can Love You" (con Lil' Kim)
- 1998: Tatyana Ali "Daydreamin'" (con Lord Tariq y Peter Gunz)
- 1998: Brandy "Top of the World" (con Mase)
- 1998: Brandy "The boy is mine" (con Monica)
- 1998: Whitney Houston "It's Not Right, But It's Okay"
- 1998: Monica "Angel of Mine"'
- 1999: Destiny's Child "Say My Name"
- 1999: Coko (de SWV) "Sunshine"
- 1999: Ashley Ballard & So Plush "It Was You" (de Pokémon: La Primera Película)
- 1999: So Plush "Damn" (con Ja Rule)
- 1999: Jennifer Lopez "If You Had My Love"
- 1999: Countess Vaughn "The Parkers" (Theme Song)
- 2000: Whitney Houston & George Michael "If I Told You That"
- 2000: Toni Braxton "He Wasn't Man Enough"
- 2000: Spice Girls "Holler"
- 2000: Lionel Richie "Tonight"
- 2000: Utada Hikaru "Time Limit"
- 2001: Michael Jackson "Unbreakable"
- 2001: Michael Jackson "You Rock My World"
- 2001: Rhona "Satisfied"
- 2001: Canela "Everything"
- 2001: Britney Spears "Overprotected (Darkchild Remix)"
- 2001: Britney Spears "Lonely"
- 2002: Britney Spears "I love rock 'n' roll"
- 2002: TLC "Turntable"
- 2002: Cher "A Different Kind of Love Song"
- 2002: Brandy "What About Us?"
- 2002: Monica "All Eyes on Me"
- 2003: Tyra Banks "America's Next Top Model"
- 2004: Kierra "Kiki" Sheard "You Don't Know"
- 2004: Destiny's Child "Lose My Breath"
- 2005: Destiny's Child "Cater 2 U"
- 2005: Ray-J "One Wish"
- 2005: Ray-J "What I Need"
- 2005: Ray-J "Keep Sweatin" (con Fat Joe)
- 2005: Mary J. Blige "Enough Cryin"
- 2005: Mariah Carey & Twista "So Lonely (One & Only Pt. 2)"
- 2006: Megan Rochell "The One U Need" (con Fabolous)
- 2006: Beyoncé "Deja Vu" (con Jay-Z)
- 2006: Shareefa "Need A Boss" (con Ludacris)
- 2006: Shareefa "Cry No More"
- 2006: Danity Kane "Hold Me Down"
- 2006: Bobby Valentino "Turn The Page"
- 2006: Tamia "Can't Get Enough"
- 2006: Ciara "Can't Leave 'Em Alone" (con 50 Cent)
- 2006: Natasha "Hey, Hey, Hey"
- 2008: The Pussycat Dolls "When I grow up"
- 2008: Anastacia "Heavy Rotation"
- 2009: Mary J. Blige "The One" (con Drake)
- 2009: Lady Gaga "Telephone" (con Beyoncé)
- 2010: Jennifer Lopez "This Cannot Be Love"
- 2010: The Black Eyed Peas "Just Can't Get Enough"
- 2011: Britney Spears — Femme Fatale — «He About to Lose Me»
- 2011: Britney Spears — Femme Fatale — «Don't Keep Me Waiting»
- 2012: Nelly Furtado — The Spirit Indestructible - «Big Hoops (Bigger the Better)»
- 2012: Leona Lewis — Glassheart — «Shake You Up»
- 2012: Justin Bieber — "As Long As You Love Me"
- 2013: The Saturdays — Living for the Weekend — «Lease my Love»
- 2013: Justin Bieber — "Rollercoaster
- 2014: Michael Jackson — "Xscape"
- 2019: Byun Baekhyun — "Diamond"
- 2021: NCT 127 — "Favorite"